# Hupkonzert
Ein Hupkonzert entwickelt sich aus dem spontanen und anfangs unkoordinierten Hupen von mehreren Kraftfahrern.
Hupkonzerte können in Verbindung mit einem Autokorso auftreten, beispielsweise nach Sportveranstaltungen, zumeist Fußballspielen, oder nach Hochzeiten.
Auch aus dem Hupen als Unwillensäußerung, wenn einzelne Verkehrsteilnehmer den Verkehrsfluss als ohne Notwendigkeit gestört empfinden, kann sich ein Hupkonzert entwickeln.
Die nicht am Hupkonzert Beteiligten empfinden dieses meist als unnötige Belästigung und Ruhestörung.

## Rechtliche Situation
Nach der deutschen Straßenverkehrs-Ordnung, § 16, Abs. 1 StVO darf Schallzeichen innerorts nur geben, „wer sich oder andere gefährdet sieht“. Da Hupkonzerte in der Regel nicht in Gefahrensituationen erfolgen, sind sie überwiegend ein Verstoß gegen die Straßenverkehrs-Ordnung.
Weiter dürfen in Deutschland Schallzeichen nicht aus einer Folge verschieden hoher Töne bestehen.
Wer  Schall- oder Leuchtzeichen missbräuchlich oder mit einer Folge verschieden hoher Töne gibt, kann unter der Annahme fahrlässigen Verhaltens mit einem Bußgeld von 10 € (Stand 2010) belangt werden, was bei vorsätzlicher Begehungsweise erhöht werden kann.
Dessen ungeachtet werden von den Behörden in Einzelfällen (z. B. bei Großereignissen) Hupkonzerte in begrenztem Umfang geduldet.